# Hoppenrade (Löwenberger Land)
Hoppenrade ist ein Ortsteil der Gemeinde Löwenberger Land im Norden des Landes Brandenburg. Seit dem 18. Jahrhundert wurde die Geschichte des Dorfes durch das gleichnamige Schloss geprägt.

## Geografie

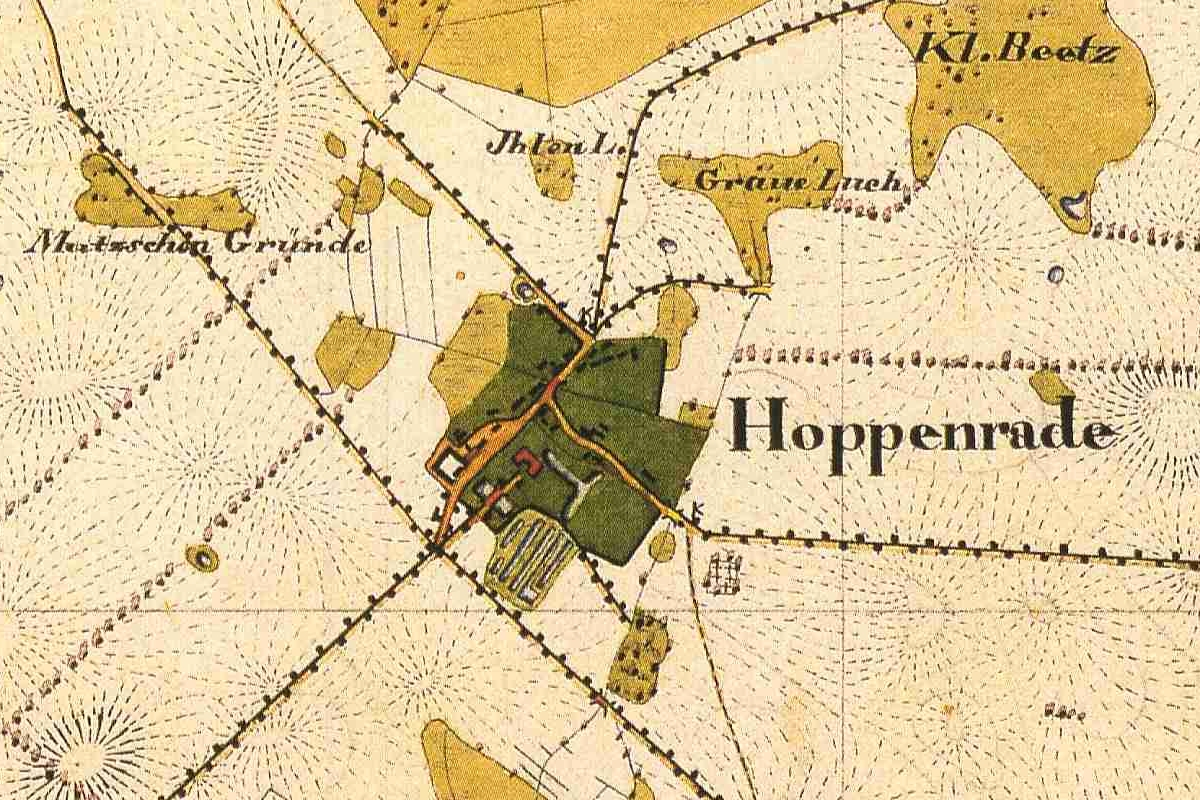
Hoppenrade auf einem Messtischblatt der Preußischen Uraufnahme von 1825

Hoppenrade liegt im Süden des Naturraums der Granseer Platte. Es grenzt im Norden an den Ortsteil Großmutz, im Osten an den Ortsteil Neuhäsen, im Süden an die Ortsteile Löwenberg und Linde sowie im Westen an die Ortsteile Grieben und Glambeck. Im Westen liegt das Naturschutzgebiet Harenzacken.

## Geschichte
Hoppenrade war im Mittelalter ein Kirchdorf und wurde 1269 erstmals urkundlich erwähnt. Es kam als Teil des Landes Löwenberg 1270 von den Markgrafen von Brandenburg an die Bischöfe von Brandenburg. 1459 lag Hoppenrade wüst. 1460 kam es in den Besitz der Familie von Bredow. Seit spätestens 1541 war Hoppenrade Rittersitz derer von Bredow und verfügte über eine Kapelle. 1788 kam Hoppenrade, zusammen mit der Bredow'schen Burg Löwenberg, durch die von Theodor Fontane als die Krautentochter in seinem Buch Fünf Schlösser beschriebene skandalöse Charlotte von Kraut in den Besitz der Familie von Arnstedt.
Im Jahr 1800 gab es in Hoppenrade neben dem Gutshof unter anderem eine Windmühle und einen Krug. 1817 kam der Ort vom Glien-Löwenbergischen Kreis der Mark Brandenburg zum Kreis Ruppin der neuen Provinz Brandenburg. 1840 gehörte der Wohnplatz Moncaprice zum Rittergut Hoppenrade. Von 1856 bis 1860 gehörte Hoppenrade der Familie von Wülcknitz, von 1860 bis 1872 der Familie von Heyden-Linden und anschließend bis zur Aufhebung der Grundherrschaft 1872 den Freiherren von Werthern, denen das Rittergut und Schloss Hoppenrade 1945 enteignet wurde.
Im Jahr 1900 bildeten die Kolonie und das Rittergut Hoppenrade einen Gutsbezirk mit einer Fläche von 1081 ha. 1928 wurde der Gutsbezirk in die Landgemeinde Hoppenrade umgewandelt. 1946 wurden im Rahmen der Bodenreform in der Sowjetischen Besatzungszone rund 675 Hektar Bodenfläche aufgeteilt. Seit der Verwaltungsreform von 1952 gehörte Hoppenrade zum Kreis Gransee des Bezirks Potsdam. Eine Landwirtschaftliche Produktionsgenossenschaft wurde 1953 gegründet. 1957 gehörten die Wohnplätze Apfelallee und Hoppenrader Damm zu Hoppenrade.
Am 1. Januar 1974 wurde Hoppenrade nach Großmutz eingemeindet. Seitdem sich Großmutz am 31. Dezember 1997 mit neun weiteren Gemeinden zur neuen Gemeinde Löwenberger Land zusammengeschlossen hat, bildet Hoppenrade einen Ortsteil der Gemeinde Löwenberger Land.
2017 feierte der Ort sein 750-jähriges Bestehen.

## Einwohnerentwicklung
Die folgende Tabelle zeigt die Einwohnerentwicklung von Hoppenrade zwischen 1875 und 1971 im Gebietsstand des jeweiligen Stichtages:
| Stichtag      | Einwohner | Bemerkungen                           |
| ------------- | --------- | ------------------------------------- |
| 1. Dez. 1875  | 162       | Volkszählung                          |
| 1. Dez. 1890  | 218       | Volkszählung                          |
| 1. Dez. 1910  | 224       | Volkszählung                          |
| 16. Juni 1925 | 206       | Volkszählung                          |
| 16. Juni 1933 | 195       | Volkszählung                          |
| 17. Mai 1939  | 200       | Volkszählung                          |
| 29. Okt. 1946 | 306       | Volkszählung                          |
| 31. Aug. 1950 | 311       | Volkszählung                          |
| 31. Dez. 1964 | 246       | Volkszählung                          |
| 1. Jan. 1971  | 247       | letzte Volkszählung vor Eingemeindung |

## Kultur und Sehenswürdigkeiten
Schloss Hoppenrade ist ein Herrenhaus, das 1724 als einstöckiger Putzbau mit zwei Seitenflügeln errichtet wurde. Im Südwestflügel befindet sich eine Kapelle mit Rokokosaal und einem Kanzelaltar. Anfang des 19. Jahrhunderts wurde der Mittelflügel des Schlosses aufgestockt.
Theodor Fontane behandelte in seinem Buch Fünf Schlösser von 1889, dem fünften Band der Wanderungen durch die Mark Brandenburg, Schloss Hoppenrade und dessen Besitzerin, Luise Charlotte Henriette von Kraut (1762–1819).